# Hygroplitis rugulosa
Hygroplitis rugulosa är en stekelart som först beskrevs av Christian Gottfried Daniel Nees von Esenbeck 1834.  Hygroplitis rugulosa ingår i släktet Hygroplitis och familjen bracksteklar. Arten är reproducerande i Sverige. Inga underarter finns listade i Catalogue of Life.